# Three Bays Island
Three Bays Island är en ö i Australien. Den ligger i delstaten Western Australia, omkring 640 kilometer norr om delstatshuvudstaden Perth.
Omgivningarna runt Three Bays Island är i huvudsak ett öppet busklandskap.  Klimatförhållandena i området är arida. Genomsnittlig årsnederbörd är 217 millimeter. Den regnigaste månaden är juni, med i genomsnitt 68 mm nederbörd, och den torraste är oktober, med 2 mm nederbörd.